# Howe Green (Chelmsford)
Howe Green – wieś w Anglii, w hrabstwie Essex, w dystrykcie Chelmsford. Leży 6 km na południowy wschód od miasta Chelmsford i 51 km na północny wschód od Londynu. W 2015 miejscowość liczyła 655 mieszkańców.